# Miller (書体)
Miller（ミラー）は、アメリカ合衆国に拠点を置くデジタル書体メーカーFont Bureauによって1997年にリリースされた、マシュー・カーターによるデザインのセリフ書体である。1800年頃の「トランジショナル」スタイルに属する。スコットランドの活字鋳造所によって販売され、のちにアメリカでも広く普及した書体に起源を持つ「スコッチ・ローマン」体を基に設計されている。この書体名は、エディンバラで長年活動した活字鋳造所ミラー&リチャードの創設者、ウィリアム・ミラー (William Miller) に由来する。
Millerの汎用向けバージョンにはMiller TextおよびMiller Displayの2種類があり、後者はディスプレイ印刷用の光学サイズ調整が施されている。これらを基に、その後もさまざまな派生バージョンが登場しており、Miller Daily、Miller Headline、Miller Bannerなどのほか、特定の出版物向けにカスタマイズされたバリエーションも存在する。Millerファミリーは主に新聞や雑誌で広く使用されている。
Millerは、カーターが以前に手がけたスコッチ・ローマン体の復刻書体Georgiaと密接な関係にある。カーターは、Millerの設計に着手していた時期にマイクロソフトからの依頼を受け、いったんその開発を中断し、デジタルディスプレイ向けに最適化されたGeorgiaの制作に取り組んだ。Font Bureauはマーケティングにおいて、Millerを「Georgiaの洗練された従兄弟」と表現している。
Millerは、ニューヨーク近代美術館が初めて収蔵した歴史的に重要な23の書体のひとつに選ばれている。

## 背景
Millerファミリーは、マシュー・カーターによってデザインされ、Font Bureauのトバイアス・フリア＝ジョーンズおよびサイラス・ハイスミスの協力を受けて開発された。また、ロンドンの印刷史専門図書館であるセント・ブライド図書館の司書、ジェームズ・モズリーの助言と支援もあった。
Millerは「スコッチ・ローマン」に分類される書体であり、この様式は1810年から1820年頃にかけて、スコットランドの活字鋳造業者アレクサンダー・ウィルソンおよびウィリアム・ミラーによって販売された書体に起源を持つ。印刷業者トーマス・カーソン・ハンサードによれば、これらの書体の大部分はロンドンのパンチカッター（活字彫刻師）リチャード・オースティンによって制作されたとされる。この見解は、ハンサードがオースティン存命中の1825年に記したものであり、オースティンの伝記作家アラステア・ジョンストンもこの帰属を支持しているが、モズリーは以前からこの点に慎重な姿勢を示していた。
Millerはスコッチ・ローマンの様式に忠実であるものの、特定の歴史的書体を直接複製したものではない。たとえば、小文字の「t」の平らな上部は、ミラー自身やウィルソンのオリジナル書体には見られない特徴であり、19世紀後半に導入されたディドニ体 (Didone) 由来の“誤った”フォントが定着したものと考えられている。また、小文字の「k」や、Text書体における標準の大文字「R」など、いくつかの字形は、リチャード・オースティンがジョン・ベルのために制作した別の書体に基づいている。モズリーは、カーターによるMillerの復刻を次のように評している。
マシュー・カーターのMillerは、ウィリアム・ミラーによるスコッチ・ローマンの複製というわけではない。ちょうど彼のGalliardがロベール・グランジョンのいずれか一つの書体を複製したものでないのと同じである。Millerは、オリジナルの持つ優れたカラーバランス（組んだときの文字色）や、ゆったりとした幅、立体的な造形を巧みに捉え、数十年の空白期間を経て、イギリスにおける「スコッチ・ローマン」の有効な再導入を果たしている。DisplayとTextという2種類の書体展開、そして比較的大きなxハイトは、現代の制作ニーズを意識して設計されたことを示している。
2013年にGeorgiaおよびMillerの開発について語った際、カーターは「スコッチ・ローマン体には馴染みがあったし、かつてあれほど人気だったのに……完全に姿を消してしまったのが不思議だった」と述べている。また彼は補完的な書体として、同時代のイギリスにおける印刷に基づいたギリシャ文字書体もデジタル化しており、これはリチャード・オースティンによって彫られたPorson書体（イギリスの古典学者リチャード・ポーソンの筆跡を基にしたもの）に基づいている。Millerにおける標準の数字は、歴史的に適切とされる「ハイブリッド」または「セミライニング」型であり、大文字よりやや低く設計され、一部の数字ではベースラインを下回るものもある。なお、オプションとして、従来型の全高ライニング数字および本文用数字（テキスト・フィギュア ）も提供されている。

## バリエーション
Millerには、汎用書体であるMiller TextおよびMiller Displayに加えて、カーターおよび他の書体デザイナーによって設計された多数のバリエーションが存在する。主なバリエーションは以下の通り。
- Miller Dailyは、カーターが『ガーディアン』紙のために設計したMiller Newsを拡張したシリーズである[23]。2002年にMiller HeadlineシリーズとともにFont Bureauによりリリースされた[17]。
- Miller Headlineは、新聞の見出し用として、カーターおよびサイラス・ハイスミスによって特別に設計された[24]。2002年にMiller Dailyと同時にFont Bureauよりリリースされた[17]。
- Miller Bannerは、大サイズ（100ポイント以上）での使用を想定して、リチャード・リプトンによって設計された。極細のヘアラインと柔らかいコントラストを特徴としている[25]。

## 使用
Millerおよびその派生書体は、世界中の新聞、雑誌、その他の出版物において広く使用されている。Miller Dailyは『ワシントン・ポスト』の本文用フォントとして使用されており、Miller Bannerは『グラマー』誌で採用されている。その他のバリエーションとして、Miller Newsは『ガーディアン』紙の1998年の紙面再設計にあたり、サイモン・エスタースンの依頼により制作された。また、Miller Globeは『ボストン・グローブ』紙のために設計され、Bibliographical Millerはカリフォルニア大学ロサンゼルス校のアルド印刷所初期刊本コレクションで使用するために依頼されたものである。さらにMillerファミリーは、『ナショナル・ポスト』、『ザ・ストレーツ・タイムズ』、『ダラス・モーニングニュース』、『ヒンドゥスタン・タイムズ』、『サンノゼ・マーキュリー・ニュース』など、他の多くの新聞でも採用されている。
2005年にアセンダー・コーポレーションが実施した調査では、Millerはアメリカの新聞において10番目に多く使用されている書体であることが判明した。2010年時点では、カーターが権利を保有する書体の中で、Millerは最大のロイヤルティ収入源となっている。